# Перейра, Луис Освалдо
Луис Освалдо Перейра (порт.-браз. Oswaldo Luiz Pereira; 8 ноября 1980, Бебедору), более известный под именем Луизао (порт.-браз. Luizão) — бразильский футболист, центральный защитник.
Луизао воспитанник «Коринтианса». Выступал на родине за клубы «Америка» (Сан-Жозе), «Танаби», «Вила-Нова», «Наутико Ресифи», «Коритиба», «Санта-Круз» (Ресифи), «Жувентус» (Сан-Паулу), «Сан-Каэтано», «Итуано», «Риу-Клару», «Можи-Мирин», «Америка» (Натал), «Икаса».
Выступал в России, в клубах «Спартак» Москва и «Химки». В «Спартаке» Луизао дебютировал 23 марта 2003 года и провёл 23 матча (18 в чемпионате) и забил один автогол.
Выступал в Болгарии за клуб «Левски».
Завершил игровую карьеру в клубах «Таубате» и «Эстансиано».

## Достижения
- Обладатель Кубка России: 2003